# Damsels in Distress
Damsels in Distress är en amerikansk komedifilm från 2011. Tre unga kvinnor på ett amerikanskt universitet – dynamiska Violet Wister (Greta Gerwig), principfasta Rose (Megalyn Echikunwoke) och sexiga Heather (Carrie MacLemore) – beslutar sig för att hjälpa deprimerade studenter med ett program för god hygien samt dansövningar. Trion får sällskap av den överflyttade studenten Lily (Analeigh Tipton) och blir involverade i olika romantiska affärer.